# Блэк Бэр (ранчо)
Ра́нчо Блэк Бэр (англ. Black Bear Ranch) — действующая идейная община (коммуна) в о́круге Сискию штата Калифорния, США, на земельном участке площадью 80 акров примерно в 25 милях от Форкс-оф-Салмон, в долине в горах Сискию. Основана в 1968 году под лозунгом «свободная земля для свободных людей». Отдельными участниками и комментаторами она рассматривается как один из наиболее радикальных примеров коммун, основанных на идеях контркультуры 1960-х.
До создания коммуны на этой территории было заброшенное поселение старателей, построенное в 1860-х годах. Имущество коммуны первоначально было оформлено в собственность на одного из членов-жителей — Ричарда Мерли (англ. Richard Marley), а с 1987 года было передано организации Black Bear Family Trust.
О ранчо Блэк Бэр в 2005 году был снят документальный фильм «Коммуна» (англ. Commune). Эта коммуна существует и в настоящее время. Летом 2013 года в ней было более 40 жителей — наибольшая численность населения за всю её историю.

## История
По словам Ричарда Мерли, одного из основателей коммуны, первоначальный замысел был весьма воинственным; предполагалась создать «крепость в лесах, в духе Че Гевары, где городские активисты смогут скрытно собираться и упражняться в метании гранат, стрельбе из винтовок и пистолетов, ну и всё в этом роде».
По данным историка Тимоти Миллера (англ. Timothy Miller), коммуна приобрела первоначальную собственность за 22 500 $; эти деньги были получены из разных источников, включая сторонников в индустрии развлечений, «одного большого неожиданного ангельского подарка» и даже от «крупной сделки с ЛСД». Деньги от индустрии развлечений были получены тем способом, который Стивен Холден (англ. Stephen Holden) из  New York Times назвал, цитируя Майкла Тьерру (Michael Tierra), «эмоциональным вымогательством»: «вы делаете деньги на нашем образе жизни — пришло время вернуть нам что-нибудь».
Поначалу коммуна страдала от недостатка планирования, но стремилась достичь самообеспечения и самодостаточности; тем более, что зимой она нередко оказывалась отрезанной от мира: до ближайшего города надо было ехать несколько часов, и не всегда было возможно проехать. Потому коммуне приходилось запасаться на зиму продовольствием, медицинскими и ветеринарными препаратами, запчастями, расходными материалами и другими припасами, позволяющими на месте решать возникающие проблемы: например, самостоятельно ремонтировать автомобили и цепные пилы, оказывать первую помощь при травмах и заболеваниях. В коммуне рождались дети, они росли и учились там же, на домашнем обучении. Многие коммунары работали лесными пожарными в окрестных лесах. Несколько их стали одними из основателей кооперативного лесничества Ent Forestry, которое по контрактам с Лесной службой США и Национальным парком Редвуд занимались лесовосстановлением и другими лесохозяйственными работами. Это было существенными источником дохода для коммуны в течение нескольких лет.
Несмотря на отдалённость, коммуна поддерживала связи с различными группировками радикалов, включая «Ангелов ада» и «Чёрную силу» (англ. Black Power). В самой общине возникали конфликты между радикально и даже воинственно настроенными участниками, которые хотели упражняться с оружием и, возможно, создать убежище для радикальных политических беглецов, и многими участниками-пацифистами.
Один из основателей коммуны в интервью, взятом в рамках проводимого Университетом Арканзаса (англ. University of Kansas) исследования 60s Commune Project, рассказал о тех временах:

у нас там была целая компания зависимых людей, беспомощных, половина из которых целыми днями читали комиксы, ожидая, пока кто-то другой разожжёт огонь, и вставали только тогда, когда чуяли запах готовящейся еды. Вот мы и создали Black Bear Get-With-It Party, написали своё кредо, и, подобно Мартину Лютеру, прибили его к дверям главного дома. И там было сказано: «Мы пришли сюда, чтобы овладеть миром, чтобы овладеть нашими жизнями — и объявляем, что первым делом мы овладеем ранчо Блэк Бэр». Это вызвало немалую тревогу. Однако было необходимо вставать с рассветом, приготовить миску овсянки, потом браться за работу и работать весь день — неслыхано, правда? И даже не думайте курить «травку», вы знаете — идите работать.
Оригинальный текст (англ.)we had a whole bunch of dependent people there, helpless, half of them reading comic books all day, waiting for someone to light the fire, who would rouse themselves when they smelled something cooking. So we founded the Black Bear Get-With-It Party, and we wrote a credo and went and nailed it up like Martin Luther on the door of the main house. It said, "We came up here to take over the world, to take over our own lives, and as a first step, we're announcing that we're going to take over Black Bear Ranch." It caused great consternation. Our tactic was to get up at the first light, have a bowl of porridge, and get to work and work all day—unheard of, right? Never mind smoking dope, you know—get to work.

Миллер также отмечает ритуальное употребление пейота в коммуне Блэк Бэр, а также различные социальные эксперименты: отмену частной собственности и групповой брак. Одно время даже действовало правило, запрещавшее спать с одним и тем же партнёром более двух ночей подряд для предотвращения «спаривания», которое считалось «буржуазным декадансом»; это правило пришлось скорректировать после нескольких случаев венерических заболеваний. Для предотвращения распространения инфекции попытались выявить и пометить больных и тех, кто был с ними в контакте, однако это привело к новым конфликтам:

Мы нарисовали схему, отметили, кто с кем спал, недавно заболевших отметили маленькими буквами «X» — и как только мы сделали это — я думаю, все оказались под угрозой. Но смешно было то, как люди смотрели на эту схему и говорили: «Джо, ублюдок, ты изменил мне с этой сучкой?». Помню, как собирались и кричали: «Взгляните на сына сучки Мишель — он перетрахал всех! И посмотрите на меня: там нет значков около моего имени!».
Оригинальный текст (англ.)We made up a chart with who slept with who, just go down and put a little "X" on it, and it turned out that I think we had to treat everybody. But the funny thing was, people would look at the chart and say "Joe, you bastard, you cheated on me with that bitch?" And I remember coming up and going, "Look at that son of a bitch Michael, he screwed everybody! And look at me, I got no marks next to my name!

В итоге в коммуне осталось совсем немного общих правил; как заметил Малькольм Теренс (Malcolm Terence), «Анархисты многим хороши, но не созданием правил».

## Современность
Вопреки всем проблемам, коммуна Блэк Бэр сохранилась до настоящего времени. Дискуссии о том, что такое «общность/коммунальность» (англ. communality), продолжаются и сейчас, однако определённые правила жизни в коммуне были выработаны и приняты для того, чтобы обеспечить «дальнейшее существование ранчо Блэк Бэр и его традиции общинной жизни с взаимной поддержкой и заботой друг о друге и об окружающей среде»; эти правила называются «Традиционные руководящие принципы» (англ. Traditional Guidelines). Решения принимаются группой на кругу (Circle), который собирается еженедельно.
В апреле 2017 года эта коммуна опять попала в новости из-за того, что пропавшие без вести и объявленные в межрегиональный розыск пятнадцатилетняя студентка Элизабет Томас (Elizabeth Thomas) и бывший учитель Тед Камминс (Tad Cummins), обвиняемый в её похищении, через месяц поисков нашлись в хижине в Сесильвилле (англ. Cecilville) неподалёку от Блэк Бэр. Как выяснилось, эти двое провели на ранчо Блэк Бэр две недели, но потом их попросили уйти оттуда, и они перебрались в пустующую хижину неподалёку.

## Пояснения
1. ↑  англ. mountain fortress in the spirit of Che Guevara, where city activists would be able to come up, hide out, practice riflery and pistol shooting, have hand grenade practice, whatever
2. ↑  англ. You're making money off our lifestyle. It's time you gave back some to us.
3. ↑  англ. Anarchists are good at lots of things but making rules isn’t one of them.
4. ↑  англ. the continued existence of Black Bear Ranch and its tradition of communal living in a way that cares for and nourishes each other and the environment